# Awad Al-Anazi
Awad Al-Anazi (24 de setembro de 1968) é um ex-futebolista profissional saudita, que atuava como defensor.

## Carreira
Awad Al-Anazi fez parte do elenco da Seleção Saudita de Futebol da Copa do Mundo de 1994. 